# 구라마역
구라마역(일본어: 鞍馬駅, くらまえき)은 일본 교토부 교토시 사쿄구에 위치한 에이잔 전철 구라마 선의 역이다. 본 역은 구라마 선의 종착역이다. 역 번호는 E17이다.
스루카 KANSAI의 자유 타입 카드를 사용할 수 있는 역으로서 최북단의 철도역이다. 2016년 1월 31일까지는 자기식의 공통 카드도 이용 가능하였다. 또한, 버스 정류장을 포함한 최북단은 시가현 다카시마시의 교토 버스와 구쓰키 초등학교 앞의 정류소인 교토, 오쓰시내와 통하는 승차의 한정으로 이용 가능하다.

## 역사
- 1929년
  - 10월 20일: 현재의 역의 위치에서 400m의 중심에 구라마 전기철도의 구라마 임시역 개업.
  - 12월 20일: 구라마 역(현역사)의 개통으로 구라마 역의 임시역 폐지.
- 1942년 8월 1일: 회사 합병으로 게이후쿠 전기철도 구라마 선의 역이 됨.
- 1986년 4월 1일: 게이후쿠 전기철도가 구라마 선을 에이잔 전철에 양도하여 에이잔 전철 구라마 선의 역이 됨.

## 역 구조
섬식 승강장 1면 2선의 지상역이다. 출입구는 분리되어 있으며, 출구 바로 바깥에 화장실이 설치되어 있다. 과거에는 스루카 KANSAI 공통 카드 대응 자동 개찰기가 설치되었지만 2016년 1월 31일부로 스루카 KANSAI 공통 카드에의 대응 운용을 정지한 직후에 철거되었다. 역사는 사원식 목조 건축물로, 게이한 오토 선 개통 시에 개축되었다.
아침 저녁 이외는 역무원이 배치되어 있다. 또한, 자동 매표기가 설치되어 9시 30분부터 16시 30분(관광 시즌 등은 연장)까지 가동된다. 역무원이 배치되는 동안에는 데마치야나기 방향의 열차가 도착하고 승객이 모두 하차하기 전까지는 입구에 밧줄이 붙어 승강장에 입장할 수 없다. 무인 시간대는 열차에서 무인역과 같은 취급을 한다.
구내에 오랜 세월 동안 본 노선을 달린 데나 21형 전동차의 선두부와 동륜이 보존되어 있다.

### 승강장
| 1 | ■ 구라마 선 | 다카라가이케・데마치야나기 방면 |
| 2 | ■ 구라마 선 | 다카라가이케・데마치야나기 방면 |

## 역 주변
역전은 작으면서도 광장을 가진다. 절반은 주차장이지만 주위에는 텐구의 오브제나 선물 가게 등이 있어 구라마 온천의 셔틀 버스 등도 발착한다.
구라마 가도를 나와 왼쪽으로 가면 구라마데라의 산몬이 있다. 가도변에는 옛 민가도 많이 남아 있다. 산간의 좁은 곳에 있는 취락이며, 농경지는 주로 역과 반대쪽의 민가 뒤로 조금 존재하는 정도이다. 2000년대 시점에서는 관광 이외로 임업이 중심이지만, 교토 시 중심부까지 40 ~ 50분 정도, 오사카 시내까지 약 1시간 30분(나카노시마 역까지 약 1시간 40분)의 소요 시간이므로 통근자도 적지 않다.
- 구라마데라
- 구라마데라가 운영하는 구라마야마 강삭 철도의 산몬 역은 도보로 약 5분, 산문을 지난 그 위치에 있다.
- 구라마 산
- 유키 신사
- 구라마 우체국
- 구라마 온천
- 교토 부도 38호 교토 히로가와라야마 선

## 사진

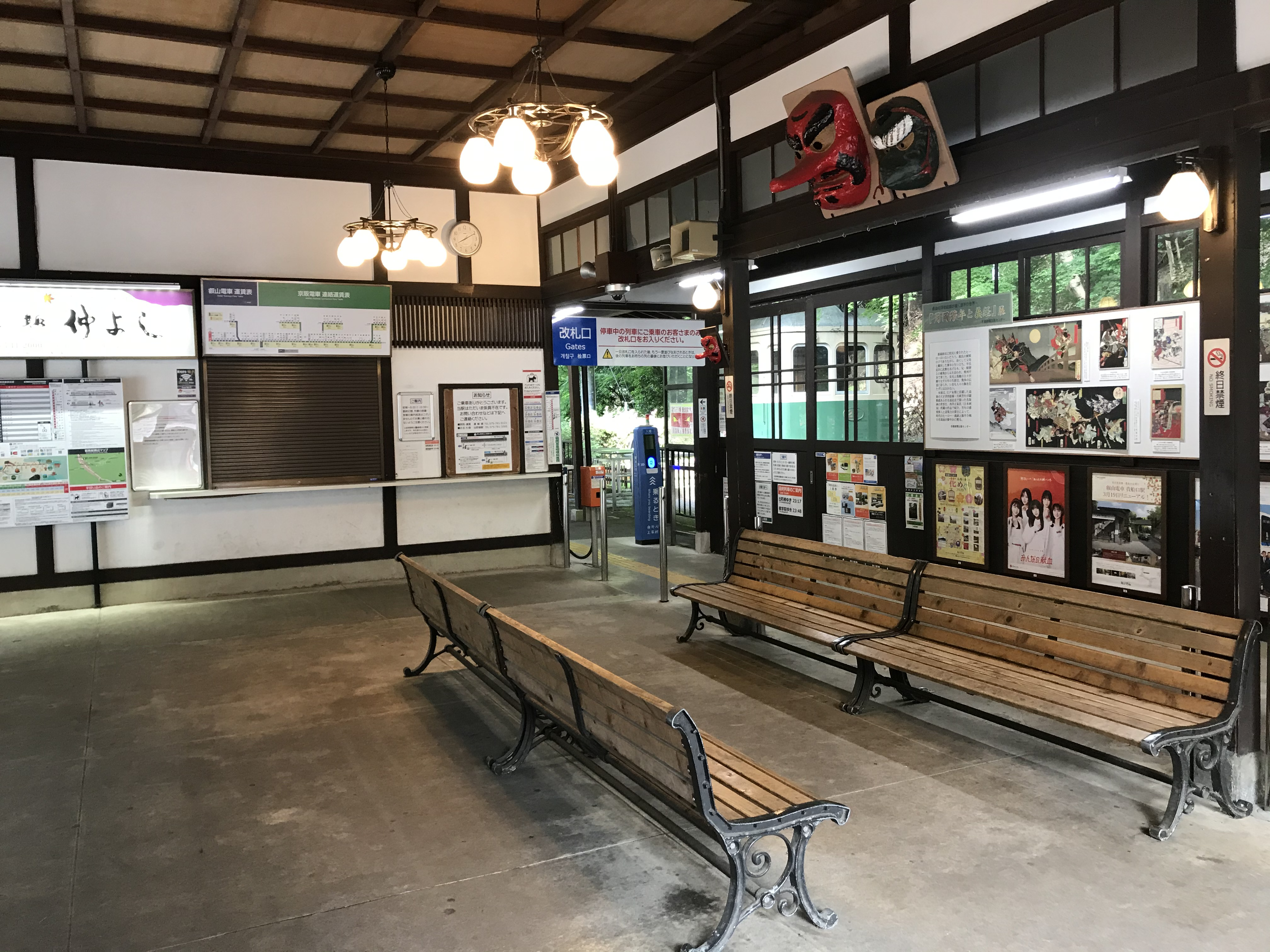
역사 내관
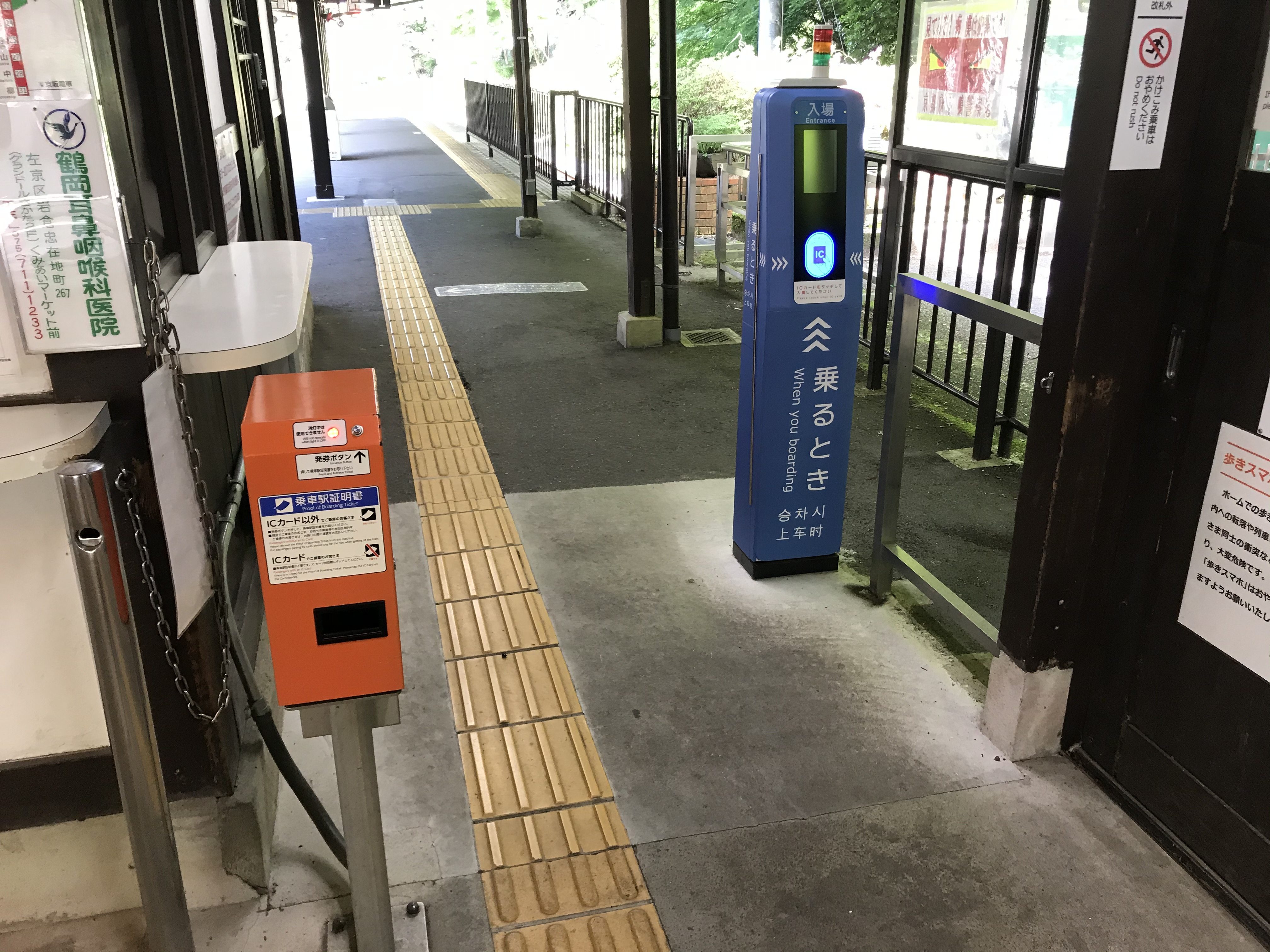
입구
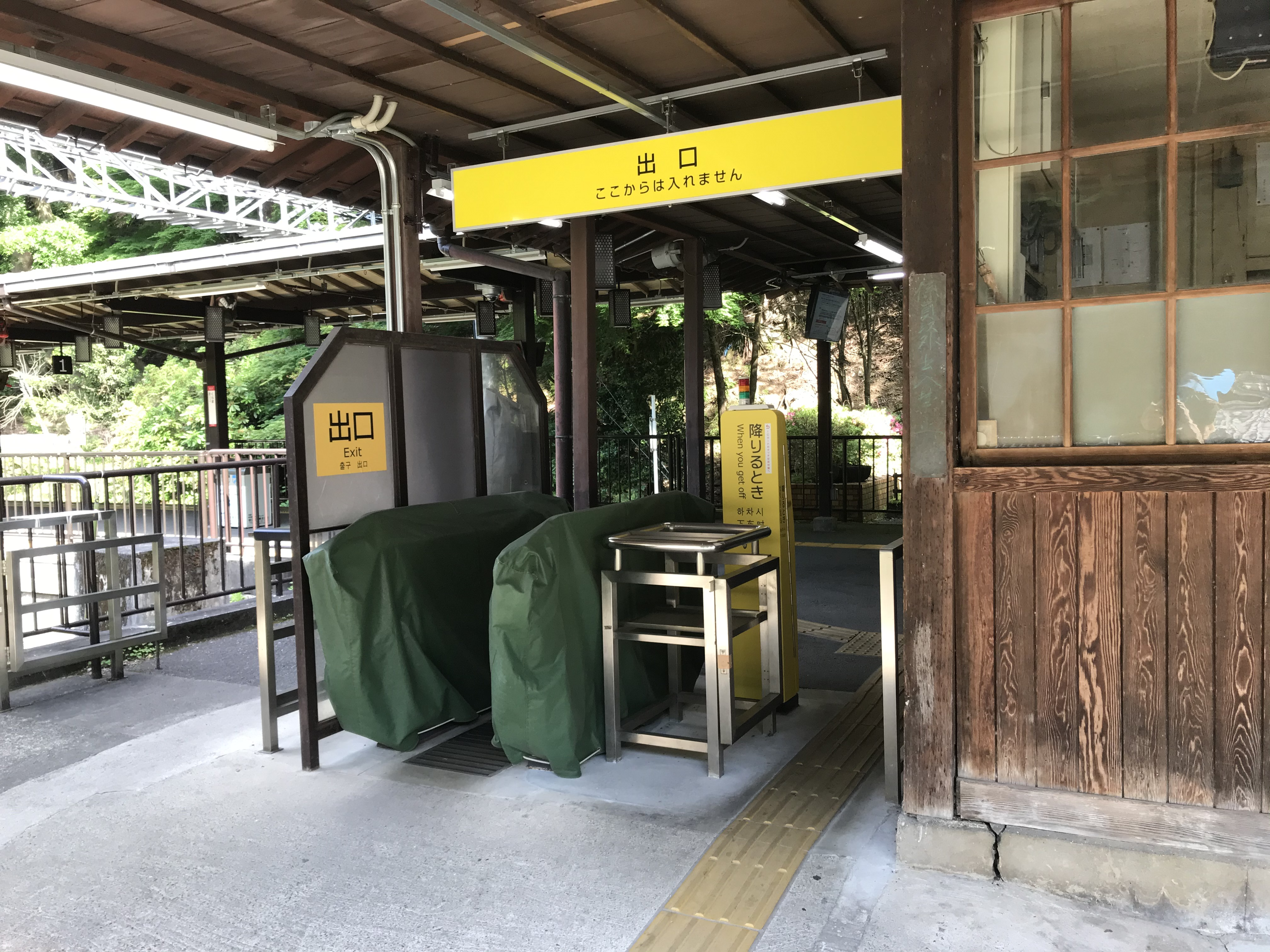
출구
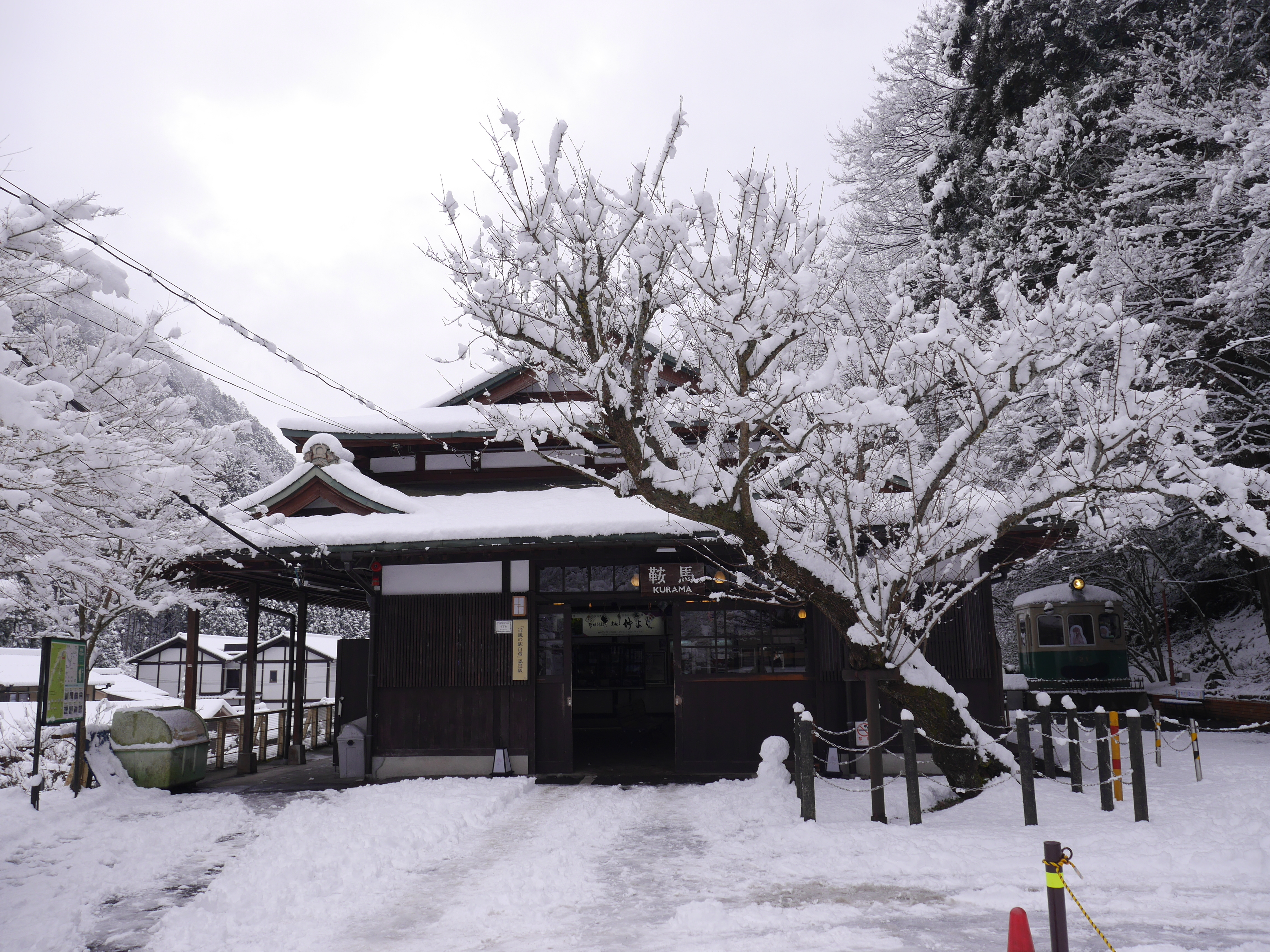
눈으로 뒤덮인 구라마 역사
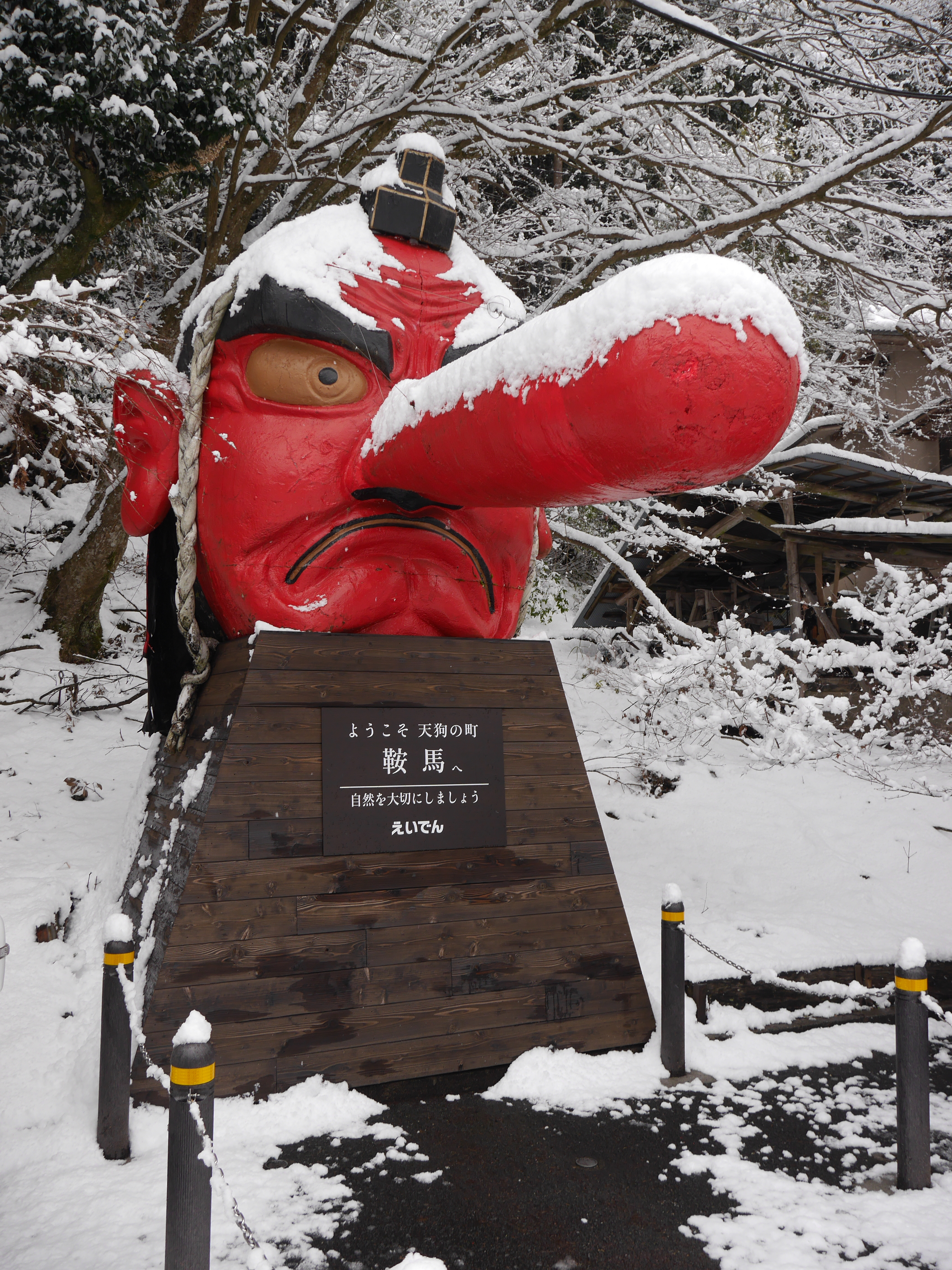
텐구의 오브제

## 인접역
| 에이잔 전철 ■ 구라마 선          | 에이잔 전철 ■ 구라마 선 | 에이잔 전철 ■ 구라마 선 |
| -------------------------------- | ----------------------- | ----------------------- |
| E16 기부네구치 다카라가이케 방면 |                         | 시·종착역               |